# ألان دوفي
ألان دوفي (بالإنجليزية: Alan Duffy)‏ (20 ديسمبر 1949 في المملكة المتحدة - ) هو لاعب كرة قدم بريطاني في مركز الوسط. لعب مع برايتون أند هوف ألبيون ونادي ترانمير روفرز لكرة القدم ونيوكاسل يونايتد وConsett A.F.C. ‏ ونادي دارلنغتون.

## وصلات خارجية
- ألان دوفي على موقع قاعدة بيانات كرة القدم.إي يو (الإنجليزية)